# Alois Schätzle
Alois Schätzle (* 30. August 1925 in Kollnau; † 9. Juli 2022 ebenda) war ein deutscher Politiker der CDU. Von 1971 bis 1988 war er direkt gewählter Abgeordneter für den Landtagswahlkreis Emmendingen im Landtag von Baden-Württemberg.

## Ausbildung und Beruf
Nach Volksschule und Handelsschule absolvierte Alois Schätzle eine Lehre zum Einzelhandelskaufmann beim Kaufhaus Fleiner. Von 1946 bis 1954 war er kaufmännischer Sachbearbeiter und dann bis 1957 Einkäufer einer Rohstoffgroßhandlung.

## Politische Tätigkeit
Schätzle trat 1949 in die Junge Union und 1953 in die CDU ein. Ab 1954 war er Mitglied der Sozialausschüsse der Christlich-Demokratischen Arbeitnehmerschaft. Ab 1958 war er Landessozialsekretär und ab 1971 Bezirkssozialsekretär der CDU Südbaden. Am 18. Oktober 1971 rückte er für Albert Höfflin in den Landtag von Baden-Württemberg nach. Von 1972 bis 1988 war er dort direkt gewählter Abgeordneter für den Landtagswahlkreis Emmendingen, Mitglied des CDU-Fraktionsvorstandes und ab 1974 Vorsitzender des Petitionsausschusses.

## Ehrungen und Auszeichnungen
1987 wurde er mit dem Großen Verdienstkreuz der Bundesrepublik Deutschland geehrt. Am 27. April 1991 wurde ihm die Verdienstmedaille des Landes Baden-Württemberg verliehen. 1992 ernannte ihn Papst Johannes Paul II. zum Ritter des Silvesterordens.

## Familie und Privates
Schätzle war römisch-katholisch, verheiratet und Vater von drei Kindern.